# Milena Batič
Milena Batič (rojena Bonča, psevdonim Rada Noč), slovenska učiteljica in mladinska pesnica, * 2. avgust 1930, Krško, † 27. marec 2015, Maribor.

## Življenje
Pesnica Milena Batič se je rodila v Krškem, sicer pa je Sevničanka, v Sevnici je s starši in brati živela vse do okupacije. Po izgonu iz Sevnice so se zatekli k sorodnikom v Ljubljano, nato pa v Belo krajino na Mavrlen. Eno leto je preživela v Ljubljani pri stricu Tonetu in teti Malči. 
Z bratrancem Milošem Bončo sta hodila v prvo gimnazijo. Po počitnicah v Beli krajini pa se ni več vrnila v Ljubljano, ker je v tistem času Italija kapitulirala in je Bela krajina postala osvobojeno ozemlje. Po končani vojni so se zopet vrnili v Sevnico. Tam jo je čakala šola.
Končala je nižjo gimnazijo v Celju, učiteljišče v Ljubljani in višjo pedagoško šolo prav tako v Ljubljani. Službovala je v Leskovcu pri Krškem, na Ledini nad Sevnico in na OŠ Franceta Prešerna v Mariboru.

## Delo
Prvi njeni literarni poskusi so bile pesmi za odrasle. Od leta 1962 pa je pisala samo za mladino. Napisala je pesmi in dramska besedila za otroke. Izdala je enajst  knjig in bila večkrat nagrajena. Sodelovala je tudi na festivalu Kurirček.
Vse njene knjige so izšle v samozaložbi in razen Pravljice za malo kurirko niso bile v prosti prodaji.
Posamezne pesmi so izšle tudi v berilih za osnovne šole (2., 3., 4. in 6. razred) in v slikovnem albumu Slovenski književniki. 
Pesnica pravi takole, o nastajanju njenih pesmi:"Ko je bil moj sin še majhen, je nekega dne stal pri oknu in gledal, kako neusmiljeno dežuje. Vzkliknil je: »Mamica, zašij oblak!« Tako je nastal Zašiti oblak. Bele otroške vozičke pa sem napisala, ko sem v Delu februarja 1965 prebrala članek nekega taboriščnika, kako ga je pretreslo, ko so se otroški vozički vrnili prazni. Pred leti me je neka novinarka razkurila, ko je v Večeru napisala, kako otroke že v vrtcu posiljujejo, da deklamirajo pesmice o domovini, ko pa tega pojma še ne morejo razumeti. Potem pa se ti nedolžni otročiči zmotijo in namesto moja domovina deklamirajo moja modovina in se jim odrasli smejejo. Posledica tega zapisa je bila, da sem napisala pesem Kamenčkova domovina (deseta knjiga). To pesem sem  poslala tudi na festival Kurirček (Maribor 1989), kjer je bila pesem tudi nagrajena."(Milena Batič)
Kamenčkova domovina
Pesem je bila nagrajena na festivalu Kurirček (1989) in ocenjena s strani srbskega pesnika Djordje Radišića.
Oceno pesmice je napisal pesnik v času, ko je Slovenija že težila k osamosvojitvi.
Pesmica je iz zbirke Mlada beseda in govori o iskanju domovine.
Kamenčkova domovina
Kamenček po cesti gre,

kam potuje, še ne ve.

Ves okrogel v svet hiti,

vrabček se za njim podi.

Do potoka se trklja,

kjer so kamenčki doma.

Potopi se v globočino,

najde svojo domovino.

## Revije z objavljenimi deli
- Kurirček
- Ciciban
- Cicido
- Pionirski list
- Najdihojca